# Amédée (archevêque)
Pour les articles homonymes, voir Amédée.
Amédée est un archevêque de Lyon du XIIe siècle.

## Biographie

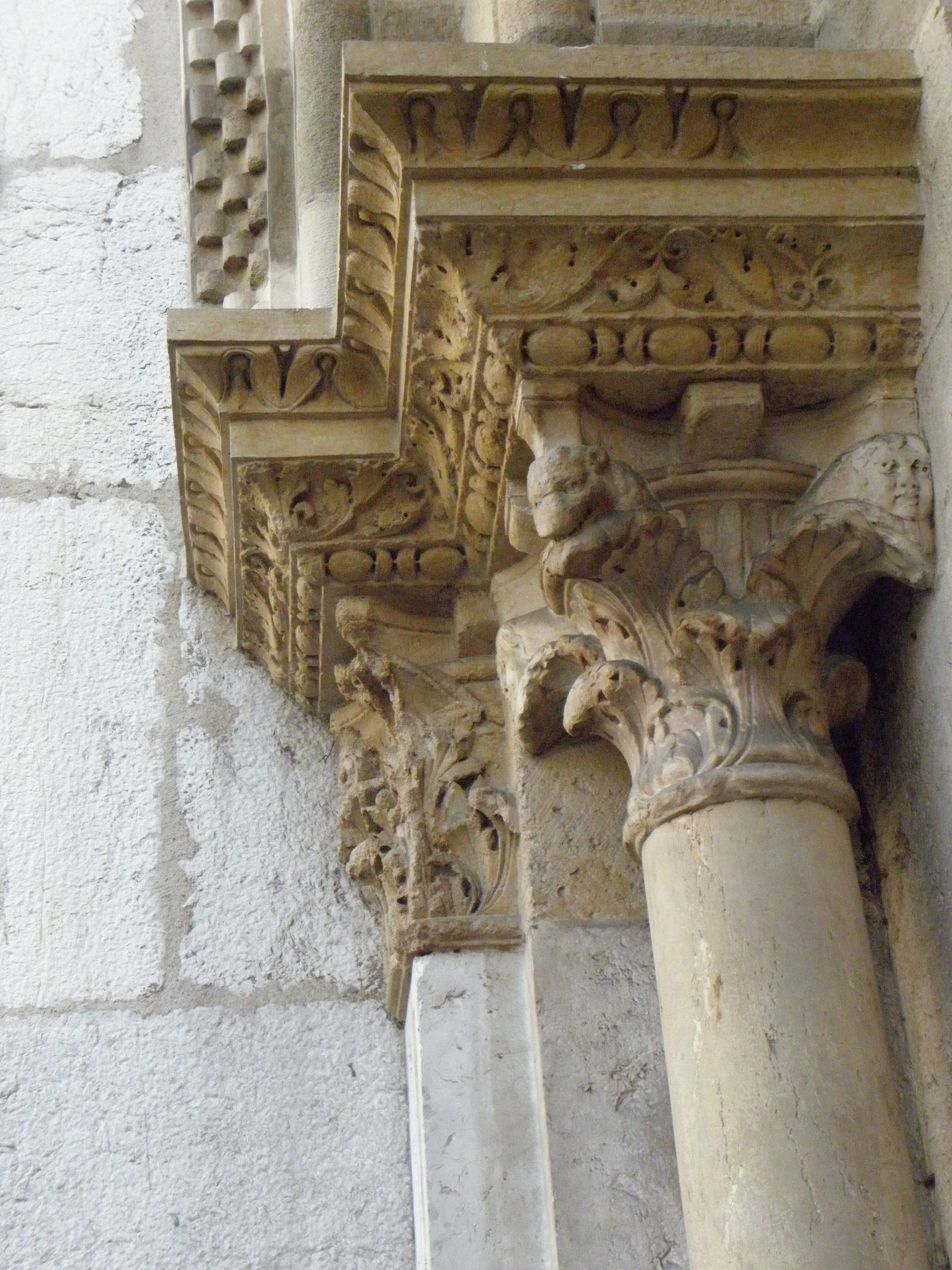
chapiteau de l'église Saint-Pierre

Amédée est élu en 1143 archevêque de la ville, succédant à Falque ; poste qu'il occupe jusqu'en 1148. Cette élection semble avoir été régulière, portée par le succès de la réforme grégorienne dans la région.
Bénéficiant de la confiance du pape Eugène III, il est nommé légat pontifical. Eugène III réaffirme également la primatie des Gaules ; même si Amédée (comme d'autres avant lui), ne réaffirme pas lui-même cette distinction dans sa titulature ou sa monnaie.
Amédée consacre en 1146 l'église Saint-Pierre. Il intervient dans une querelle entre les religieux chartreux de Meyrat et le prieuré de Nantua au sujet d'un différend territorial.
Amédée confie à l'abbaye d'Ainay l'église Saint-Laurent, qui est alors une chapelle ; celle-ci devant en contrepartie verser un sens au chapitre cathédral.

## Bibliographique
- Bernard Berthod, Jacqueline Boucher, Bruno Galland, Régis Ladous et André Pelletier, Archevêques de Lyon, Lyon, Éditions lyonnaises d'art et d'histoire, 2012, 191 p. (ISBN 978-2-84147-228-4, BNF 43719523)
- Jacques Gadille (dir.), René Fédou, Henri Hours et Bernard de Vregille, Le diocèse de Lyon, vol. 16, Paris, Beauchesne, coll. « Histoire des diocèses de France », 1983, 350 p. (ISBN 2-7010-1066-7, BNF 34728148)
- Bruno Galland, Deux archevêchés entre la France et l'Empire : les archevêques de Lyon et les archevêques de Vienne, du milieu du douzième siècle au milieu du quatorzième siècle, Rome, École française de Rome, coll. « Bibliothèque des Écoles françaises d'Athènes et de Rome » (no 282), 1994, 831 p. (ISBN 2-7283-0299-5, BNF 35738384)